# قشلاق تره‌چی
قشلاق تره‌چی یک منطقهٔ مسکونی در ایران است که در استان اردبیل واقع شده‌است. براساس سرشماری مرکز آمار ایران در سال ۱۳۹۵، قشلاق تره‌چی ۱۴۶ نفر جمعیت دارد.